# Pascale Mainville
Pascale Mainville (ur. 29 marca 1973 w Montrealu) – kanadyjska judoczka. Olimpijka z Barcelony 1992, gdzie zajęła szesnaste miejsce wadze lekkiej.
Uczestniczka mistrzostw świata w 1991. Startowała w Pucharze Świata w latach 1991, 1992, 1996 i 1997. Mistrzyni panamerykańska w 1990. Trzecia na igrzyskach frankofońskich w 1989. Czterokrotna medalistka mistrzostw Kanady w latach 1990-1996.

## Letnie Igrzyska Olimpijskie 1992
| Konkurencja | Eliminacje               | Klas. końcowa |
| Konkurencja | Przeciwnik I             | Miejsce       |
| ----------- | ------------------------ | ------------- |
| 56 kg       | Catherine Arnaud (FRA) P | 16.           |